# Perkoz białoczuby
Perkoz białoczuby (Rollandia rolland) – gatunek średniej wielkości ptaka z rodziny perkozów (Podicipedidae), został opisany w 1824 roku. W trzech podgatunkach zasiedla nizinne regiony południowej części Ameryki Południowej, wysokogórskie jeziora w Andach (w tzw. formacji puna) do wysokości 3500–4500 m n.p.m., obszar wybrzeża Pacyfiku w Peru oraz Falklandy.

## Morfologia
Długość ciała 24–36 cm; podgatunek nominatywny z Falklandów jest około dwukrotnie większy od podgatunków kontynentalnych. Samice są podobne do samców.

## Ekologia
Jest gatunkiem licznym na bagnach, stawach oraz płytkich jeziorach. Preferuje obszary podmokłe, o urozmaiconym ekosystemie. Tereny powinny charakteryzować się obszarami porośniętymi trzcinami, rzęsą oraz powierzchnią wolną od roślinności wodnej.
Poza okresem lęgowym zazwyczaj występuje w dość licznych stadach. W okresie lęgowym jest gatunkiem typowo terytorialnym, choć odnotowano też kolonie lęgowe. Samica składa zazwyczaj 2 jaja (1–3, maksymalna stwierdzona liczba jaj to 6). W Peru lęgi odbywać się mogą w dowolnej porze roku. Na Falklandach składanie jaj odbywa się zwykle pomiędzy październikiem a grudniem, ale najczęściej w październiku.
Głównym składnikiem diety perkoza białoczubego są małe ryby, ale zjada on również różne stawonogi – chrząszcze, pluskwiaki, larwy owadów czy skorupiaki, a także mięczaki i nieco materiału roślinnego.

## Podgatunki

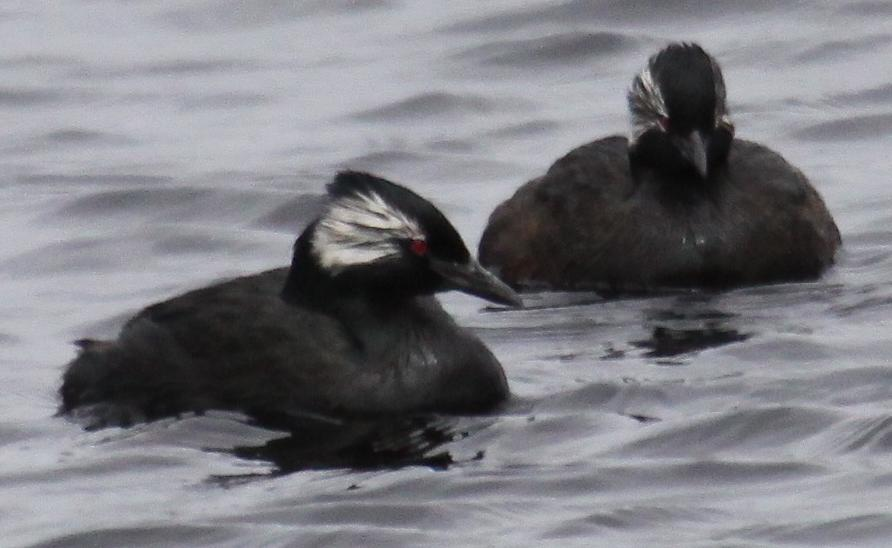
Podgatunek z Falklandów

Obecnie znane są trzy podgatunki perkoza białoczubego:
- perkoz chilijski[8] (Rollandia rolland chilensis) – opisany w 1828 roku. Zamieszkuje obszary wybrzeża Peru oraz wyżynne obszary od Peru do północno-zachodniej Argentyny. Ponadto nizinne obszary Andów od Argentyny do Chile oraz w okresie zimowym podczas migracji także od Paragwaju do południowej Brazylii. Pod koniec XX wieku liczebność tego podgatunku szacowano na prawdopodobnie ponad 100 000 osobników[4].
- Rollandia rolland morrisoni – opisany w 1962 roku. Zasiedla tereny jeziora Junín w Peru. Według niektórych opracowań podgatunek ten charakteryzuje się masywniejszym dziobem, w porównaniu z podgatunkiem zamieszkującym obszary nizinne. Jego liczebność systematycznie spada od 4000 osobników w 1977 roku, poprzez 2150 w 1981 roku, do nieco ponad 500 osobników w roku 1993[4].
- perkoz białoczuby[8] (Rollandia rolland rolland) – opisany w 1824 roku. Podgatunek ten jest charakterystyczny jedynie dla Wysp Falklandzkich, gdzie jest bardzo liczny. Różni się od podgatunków z kontynentu południowoamerykańskiego przede wszystkim wielkością (dwa razy większy np. od perkoza chilijskiego), toteż przez niektórych badaczy uważany jest nawet za oddzielny gatunek. Jego liczebność prawdopodobnie nie przekracza 10 000 osobników[4]. Jego populacja uważana jest za stabilną i dość liczną, aczkolwiek istnieje zagrożenie spowodowane małym obszarem występowania.

## Status
IUCN uznaje perkoza białoczubego za gatunek najmniejszej troski (LC, Least Concern) nieprzerwanie od 1988 roku. Trend liczebności populacji jest uznawany przez organizację Wetlands International za spadkowy, choć niektóre populacje mogą być stabilne, a trend liczebności innych nie jest znany.